# El lago George (John Frederick Kensett)
El lago George es el tema de varias obras de John Frederick Kensett, un pintor de paisajes, miembro de la Escuela del río Hudson, que evolucionó progresivamente hacia una rama de esta escuela, llamada luminismo americano.                                                                                                                                   

## Introducción
La vista del lago George fue un tema tratado varias veces en la pintura del paisaje por los pintores de la Escuela del Río Hudson. Thomas Cole había visitado este lugar por primera vez en el año 1826, interesado tanto por su pintoresco entorno como por sus evocaciones literarias e históricas. De hecho, el entorno de este lago fue el escenario de algunos episodios de la Guerra de Independencia de los Estados Unidos y James Fenimore Cooper situó en este paraje parte de la acción de su novela El último mohicano. Otros pintores de la Hudson River School que habían representado este lago fueron Asher Brown Durand en 1860, Jasper Francis Cropsey en 1865 circa y Martin Johnson Heade en 1862. Cuando John F. Kensett viajó por primera vez a este lugar en 1853, parece que no le interesaron las evocaciones del pasado, pero quedó muy impresionado por su belleza, por lo que escribió a su tío:

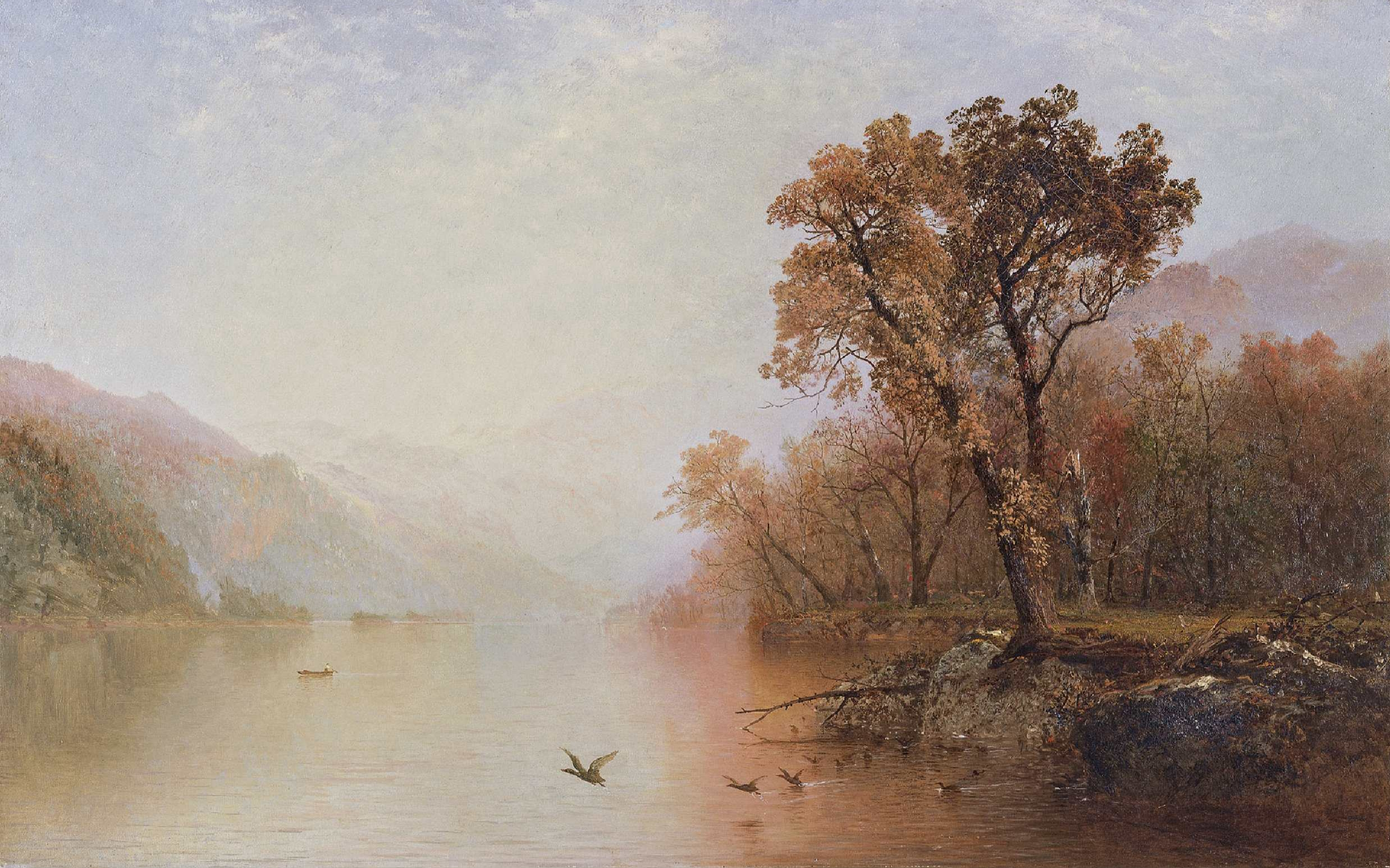
Vista del lago George (Museo Thyssen Bornemisza)

"...Colinas verdes descendían abruptamente hasta el borde del agua. Allí alrededor había veinte o treinta islas de varios tamaños... Con mi cesta de suministros y mis materiales de pintura, pasé la mayor parte del día... Viví algunas de las horas más deliciosas y tranquilas del verano."
El resultado de esta experiencia fue varios bocetos, al óleo o a lápiz, y varios lienzos terminados, seis de los cuales fueron expuestos en la Academia Nacional de Dibujo de Estados Unidos entre 1859 y 1869. Kensett continuó trabajando en este tema hasta casi el final de su vida, ya sea de memoria, o tal vez como resultado de un viaje de despedida de este lugar.

### Versión del año 1860, en el Metropolitan Museum of Art
- Pintura al óleo sobre lienzo; 112 x 168 cm.; año 1860; Museo Metropolitano de Arte, Nueva York.

- Firmado en la parte inferior derecha: J F. [monograma]

La pequeña figura de un indígena norteamericano en una canoa es la única concesión a la novela de Fenimore Cooper. Sin embargo, la población indígena había desaparecido hacía bastante tiempo de este lugar. Tal vez Kensett añoraba la época anterior a la guerra de Secesión y el posterior desarrollo económico, que aumentó el turismo a áreas como este lugar, anteriormente poco frecuentadas.

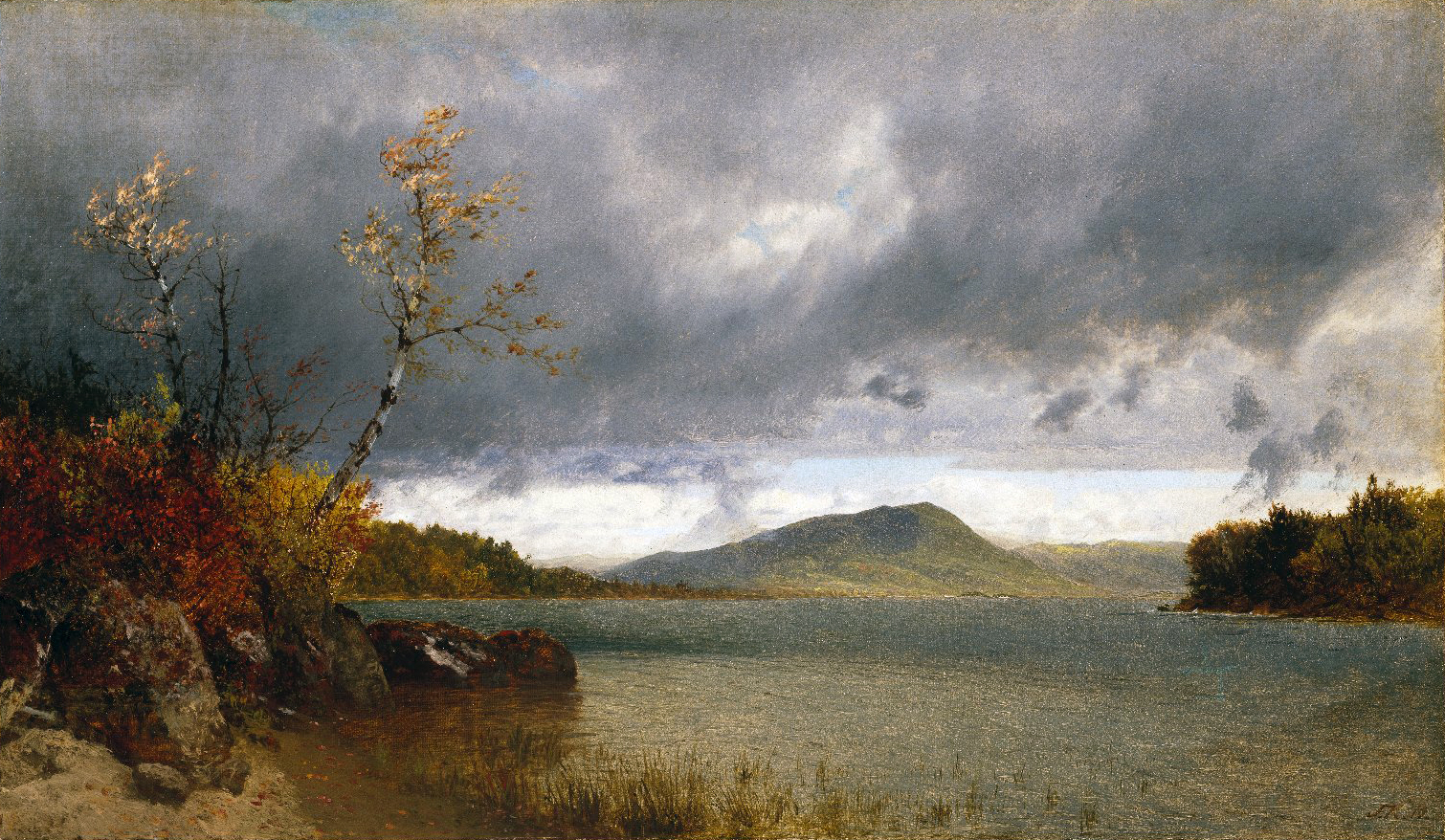
Vista del lago George (Museo de Brooklyn)

Entre todas las versiones realizadas por Kensett sobre este paraje, ésta es la de tamaño más grande, la más lograda, así como un buen ejemplo de su estilo maduro. A pesar de que Kensett se tomó muchas libertades con la topografía y la composición de la obra, algunos lugares concretos pueden ser identificados. Su punto de vista probablemente fue la isla de Crown, al otro lado de Bolton, en la costa oeste del lago. En su representación, el pintor redujo en gran medida las distancias, eliminó algunas islas, mientras que otras las acercó más a la orilla.[3]                                                                                                                                                                                                                                                           

#### Procedencia
- Morris K. Jesup, New York, 1869–1908
- 1908, Su viuda, Maria DeWitt Jesup, New York.

### Versión del Museo Thyssen-Bornemisza
- Pintura al óleo sobre lienzo; 55,8 x 86,4 cm.; C 1860; Museo Thyssen-Bornemisza, Madrid.

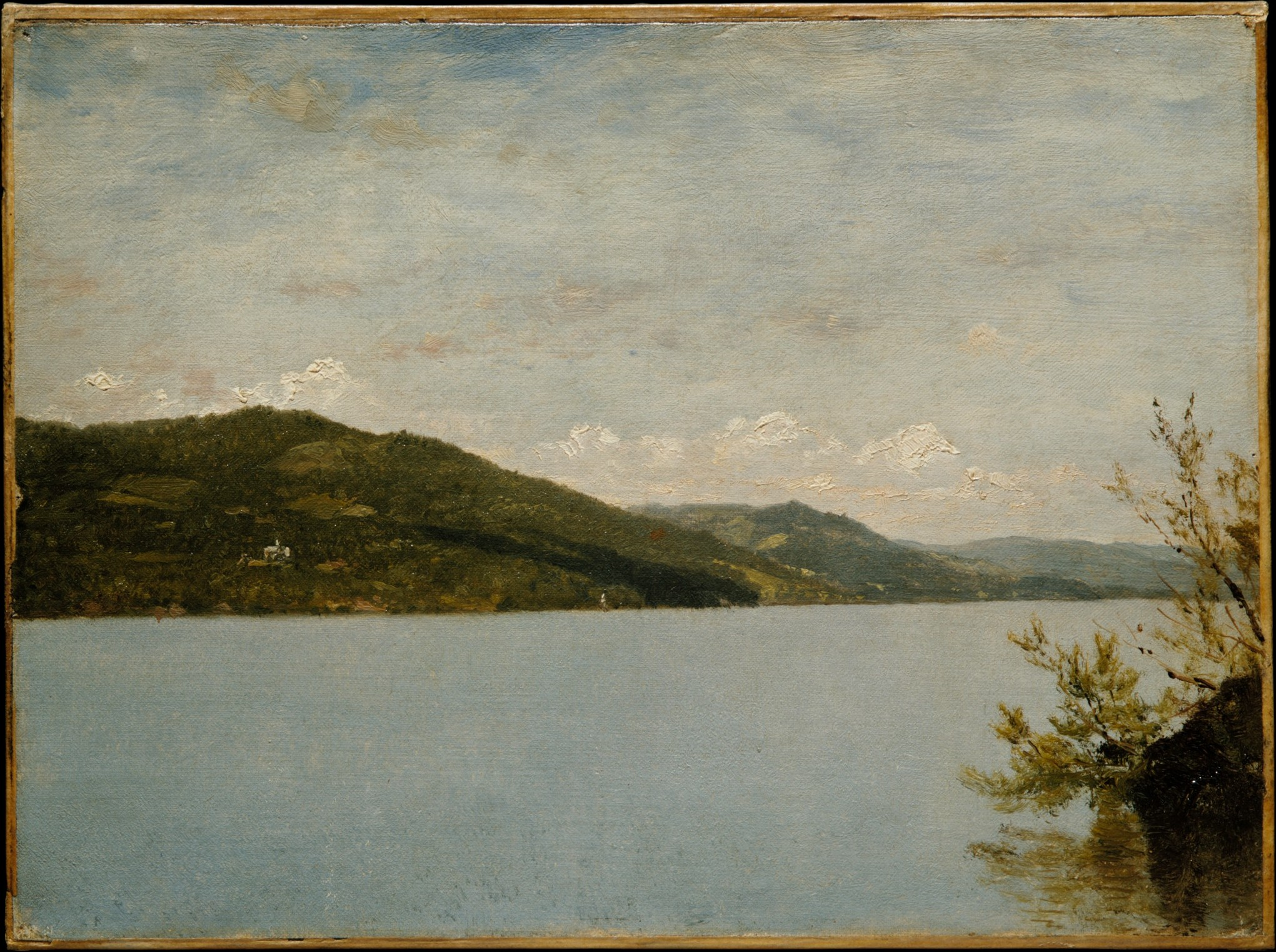
Vista del lago George (Versión del año 1872, Metropolitan Museum of Art)

Este lienzo es una muestra de la etapa luminista de Kensett, y muestra la calidez y tranquilidad del lugar, con la única presencia de una pequeña figura en una canoa en la distancia, y de unas aves acuáticas. Como señaló en 1867 su contemporáneo, el ensayista Henry Theodore Tuckerman, Kensett pintó esta pintura "con la misma minuciosidad que los antiguos pintores flamencos".

### Versión del Museo de Brooklyn
- Pintura al óleo sobre lienzo; 35,6 x 61,2 cm.; 1870; Museo Brooklyn, Nueva York.

- Firmado parte inferior derecha (las dos primeras iniciales en monograma): "JF.K. '70."

Aunque John F. Kensett es notable por sus celajes luminosos y por sus aguas tranquilas, en esta obra trabajó con pinceladas cortas. Kensett consigue representar los detalles topográficos con un logrado sentido atmosférico, con nubes oscuros sobre el horizonte, y con las hojas del otoño agitadas por un fuerte viento.
Este lago, originalmente llamado por los misioneros jesuitas lago del Santo Sacramento era, según comentó Thomas Jefferson a su hija en 1791 "el agua más hermosa que nunca he visto", fue un continuo motivo de inspiración para Kensett. El interés para reproducir con fidelidad los detalles de la vegetación venía de los pintores flamencos del siglo XV, pero también respondía a los principios de la hermandad prerrafaelita y del teórico John Ruskin. Tanto el color de las hojas del otoño como el color gris del agua, que refleja las nubes de tormenta, siguen estos principios.

### Versión del año 1872, en el Metropolitan Museum of Art
- Pintura al óleo sobre lienzo; 25,7 x 34,3 cm.; año 1872; Museo Metropolitano de Arte, Nueva York.

#### Procedencia
- El propio artista, New York (desde el año 1872);
- Su hermano, Thomas Kensett, New York (1872–74)[6]